# David Kato
David Kato Kisule (* 15. Februar 1964; † 26. Januar 2011 in Mukono) war einer der prominentesten Schwulenaktivisten Ugandas.

## Leben
Kato war Grundschullehrer. Kurz bevor er mehrere Jahre nach Südafrika zog, hatte er sein Coming-out vor der Familie. Er vertraute sich insbesondere seinem älteren Zwillingsbruder John Mulumba Wasswa an. (Wasswa ist in Baganda-Tradition der Name des Erst- und Kato der des zweitgeborenen Zwillingsbruders.) Dieser hatte schon gemerkt, dass Kato anders war und respektierte ihn. In Johannesburg engagierte er sich in der dortigen Bewegung. Mit Ende der Apartheid war dort Homosexualität straffrei geworden und sexuelle Orientierung wurde in einem Antidiskriminierungsgesetz als Kategorie aufgenommen, was 1996 auch in der Verfassung Eingang fand. Dennoch ist Homophobie weit verbreitet und es kommt immer wieder zu Gewalt an Homosexuellen. Im Jahre 1998 kehrte Kato nach Uganda zurück und wollte sich nach der Erfahrung in Südafrika für die Rechte von Homosexuellen engagieren. Er kannte zu diesem Zeitpunkt noch keine Gleichgesinnten, wusste aber, dass es Schwule (in Uganda Kuchus genannt) geben musste. Wenig später wurde er wegen seines Aktivismus zum ersten Mal für eine Woche in Polizeihaft genommen.
In der Folge wurde er zu einem führenden Mitglied der Lesben- und Schwulenbewegung in Ostafrika und zu einem der sichtbarsten Aktivisten in Uganda. Laut New York Times ist er Gründer der ugandischen Schwulenbewegung; er selbst pflegte von sich zu sagen, dass er der erste offen schwule Ugander sei. Vor einigen Jahren organisierte er die erste Konferenz in Kampala. Er war Sprecher der Menschenrechtsorganisation Sexual Minorities Uganda (SMUG) und seit 2004 für in dem Verband für Rechtsfragen zuständig. Er entwickelte zudem für eine Reihe von Organisationen Strategien zum Umgang mit HIV und AIDS.
Er lebte in Masaka, später in Nansana und zuletzt in Mukono, wo er 2010 ein selbstgebautes Haus bezog. Kato hatte vielfach Probleme mit seinen Arbeitgebern, besonders durch seine Offenheit und die Sichtbarkeit in den Medien. Laut seinem Freund Poline Kimani ergriff er immer die Initiative wenn er Ungerechtigkeiten sah und war sehr bestimmend, er schien in jedem Fall die Führung übernehmen zu wollen. Wenn andere Schwule sich zu Hause bedroht fühlten, konnten sie bei ihm Unterschlupf finden. Er kümmerte sich auch um diejenigen, die in Polizeistationen saßen und versuchte sie zu befreien. Homophoben Vorurteilen entsprechend wurde er oft fälschlicherweise beschuldigt, Kinder zu verführen. Auch Paul Kagaba, ein erwachsener Mann und Vorzeige-Ex-Gay des homophoben Pastors Martin Ssempa, beschuldigte Kato, ihn „rekrutiert“ zu haben. Im Laufe der Zeit wurde er zwei weitere Male verhaftet. Im Jahre 2009 brachen ihm einige Polizisten außer Dienst die Schulter.
Im Oktober 2009 brachte der Abgeordnete David Bahati, welcher enge Verbindungen zu US-amerikanischen Evangelikalen hat, einen Gesetzesentwurf in das Parlament ein, der neben den bestehenden Haftstrafen für gleichgeschlechtlichen Verkehr unter anderem zusätzlich die Todesstrafe möglich gemacht hätte, ebenso wie für diejenigen, der wiederholt davon Kenntnis hatten und dies nicht meldeten. Das Gesetz hätte jegliche Menschenrechtsarbeit in diesem Bereich kriminalisiert, da auch „Werbung (= Gutheißung) für Homosexualität“ mit bis zu sieben Jahren Gefängnis bestraft worden wäre. Nationale und internationale Kampagnen gegen diese weltweit einzigartige geplante Verschlechterung bestimmten die folgende Zeit. Die Anfeindungen und Attacken gegenüber Homosexuellen verstärkten sich nach Einführung des Gesetzesvorschlages. Mit Unterstützung konnte erreicht werden, dass das Gesetz im Januar 2011 nicht verabschiedet wurde, sollte aber nach der Wahl im Februar 2011 im neu gewählten Parlament behandelt werden. Kato gab 2010 den Lehrberuf auf, um sich auf seine Arbeit bei SMUG zu konzentrieren. Im selben Jahr schloss er an der University of York einen Kurs in Menschenrechten ab. Er wurde regelmäßig schikaniert und in sein Haus wurde mehrmals eingebrochen.
Am 2. Oktober 2010 veröffentlichte die ugandische Boulevardzeitung Rolling Stone die ersten Fotos und Adressen von 100 „Top Homos“ mit dem Zusatz „Hang them“ („Hängt sie“). Das Blatt steht in Kontakt mit der evangelikalen Bewegung, nicht aber mit dem bekannten Musikmagazin gleichen Namens. Katos Bild erschien mit jenem des anglikanischen Bischofs Christopher Senyonjo auf Seite eins. Auf Seite zwei titelte das Blatt: „Hang them: They are after our kids“ („Hängt sie: Sie sind hinter unseren Kindern her“) und schrieb, dass Homosexuelle eine Million Kinder rekrutieren würden. Zu den geouteten Personen zählte auch die Menschenrechtsaktivistin Kasha Jacqueline Nabagesera. Die Drohungen gegen Kato nahmen in der Folge zu. Er sorgte sich zunehmend um seine Sicherheit, wechselte zwar immer wieder seinen Schlafplatz, versteckte sich aber nicht wie andere Geoutete. Zusammen mit Kasha Jacqueline Nabagesera und Pepe Onziema klagte er gegen die Zeitung. Am 30. Dezember 2010 untersagte der Oberste Gerichtshof weitere Outings und sprach den Klagenden eine Entschädigung zu.

## Ermordung
Am 26. Januar 2011 wurde er um etwa 14 Uhr in seinem eigenen Haus durch zwei Hammerschläge auf den Kopf schwer verletzt. Er verstarb auf dem Weg ins Krankenhaus. Laut dem ugandischen Botschafter bei der EU sei sein Mörder ein Callboy gewesen, der Kato erschlug, nachdem es zwischen beiden zu einem Streit über die Bezahlung der zuvor von Kato in Anspruch genommenen sexuellen Dienstleistungen gekommen sei.
Kurz vor seinem Tod war sein E-Mail-Account gehackt worden. Stunden zuvor besprach er weitere Sicherheitsvorkehrungen, hatte aber laut eigener Aussage kein Geld um in der Stadt Zuflucht zu suchen.
Bei seiner Beerdigung in Namataba im Distrikt Mukono kam es zu Tumulten, als ein anglikanischer Priester das Wort ergriff und Homosexuelle als verdorben bezeichnete und ihnen eine Rückkehr zu Gott nahelegte. Zuvor war eine Botschaft von Barack Obama verlesen worden, in der Kato für seinen Mut gelobt wurde.

### Reaktionen
Die Meldung über den Mord wurde von Online-Zeitungen in Europa, Amerika, Ozeanien sowie Indien und Taiwan verbreitet. Neben Kommentaren, Nachrufen und Aufklärungsaufrufen an die Polizei durch Menschenrechtsgruppen und -aktivisten äußerten sich der Präsident des Europäischen Parlaments Jerzy Buzek, US-Präsident Barack Obama, US-Außenministerin Hillary Clinton und der anglikanische Erzbischof von Canterbury Rowan Williams. In Deutschland meldeten sich die bayrische FDP-Politikerin Marina Schuster, der Menschenrechtsbeauftragte der Bundesregierung Markus Löning und Volker Beck zu Wort. In London fand am 28. Januar eine Gedenkveranstaltung mit Peter Tatchell vor der ugandischen Botschaft statt. In Berlin organisierte die ökumenische Rogate-Initiative am 29. Januar ebenfalls vor der ugandischen Botschaft eine Gedenkveranstaltung.
Bemerkenswert für ugandische Verhältnisse war der Leitartikel der führenden unabhängigen Tageszeitung Daily Monitor zwei Tage nach Katos Tod. Darin wurde zu einer „ehrlichen Diskussion“ über Homosexualität aufgerufen, die auf einer anderen Diskussionskultur fußen solle. Es wurde vermerkt, dass strenge Bestrafungen abschreckend wirkten, aber Homosexualität nicht aus der Welt schaffen könnten. Auch könne die Bestrafung dazu beitragen, die Diskriminierung sexueller Minderheiten zu zementieren.
Giles Muhame, Herausgeber der ungandischen Zeitschrift Rolling Stone, verurteilte gegenüber Reuters das Verbrechen und sagte, er fühle mit der Familie Katos. „When we called for hanging of gay people, we meant … after they have gone through the legal process. I did not call for them to be killed in cold blood like he was.“ (deutsch: „Als wir aufriefen, die schwulen Menschen zu hängen, meinten wir … nachdem sie im Rechtsweg verurteilt wurden. Ich habe nicht dazu aufgerufen, sie kaltblütig zu ermorden.“) Gegenüber dem Daily Monitor drückte er ebenfalls seine Anteilnahme gegenüber der Familie aus. Weiter meinte er, dass Kato ein Opfer seiner eigenen üblen Handlungen sei. „He brought death upon himself. He hasn’t lived carefully. Kato was a shame to this country.“ (deutsch: „Er brachte den Tod auf sich selbst. Er lebte nicht umsichtig. Kato war eine Schande für dieses Land.“)
David Bahati, Autor des homophoben Gesetzesentwurfs, bezeichnete den Tod Katos als bedauerlich. Er solle den Ugandern die Augen über die Illegalität der Homosexualität öffnen. Bahati beschreibt Kato als eine erbärmliche Seele, die durch illegale Akte zerstörte Zukunft der Kinder sowie die zerbrochenen Ehen. Der Tod habe nichts mit Bahatis Aktionen zu tun, sondern alles habe mit den Spenden an diese Personen zu tun, welche die Aufmerksamkeit von Verbrechern auf sich ziehen. Es gehört zu den gängigen Mythen in Uganda, dass Schwule mit reichlich Geld aus dem Ausland versorgt werden. In den USA werden evangelikale Kreise aus dem Umfeld des Prayer Breakfast Movement (auch The Family), dessen Mitglied sowohl David Bahati als auch der ugandische Präsident Museveni ist, mit der Mentalität der Homophobie in Uganda in Verbindung gebracht.

## Sonstiges
Während seines letztens Lebensjahres wurde die Dokumentation Call Me Kuchu über LGBT-Aktivisten in Uganda gedreht, in der er eine große Rolle spielt.
Nach seinem Tod wurde als Erinnerung an ihn der David Kato Vision & Voice Award ins Leben gerufen, mit dem LGBTI-Aktivisten geehrt werden.
Es wurde 2012 von Kriminellen versucht, unter Verwendung seines Namens Vorschussbetrug zu verüben. Sein angeblicher Anwalt Koffie Ayang aus Ghana erzählt von einem hinterlassenen Vermögen, für das keine Erbberechtigten angegeben wurden. Man solle helfen, damit das Erbe nicht an den Staat geht.